# Ogród zoologiczny w Odense
Ogród zoologiczny w Odense – ogród zoologiczny założony w 1930 roku w Odense. Ogród ma powierzchnię 3,6 ha, zamieszkuje go dwa tysiące zwierząt ze 147 gatunków. Ogród jest członkiem stowarzyszenia EAZA.